# Olivier Joram Hekster

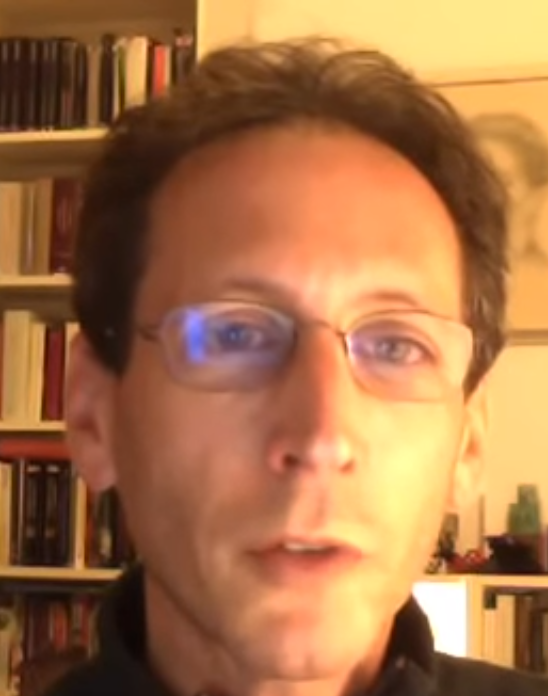
Olivier Hekster (2021)

Olivier Hekster (* 1974) ist ein niederländischer Althistoriker.
Er studierte von 1992 bis 1998 Geschichte, Römische Geschichte und Klassische Archäologie an den Universitäten Nijmegen, Rom und Nottingham. Von 1998 bis 2001 war Hekster als Doktorand am Brasenose College Oxford und der Radboud-Universität Nijmegen tätig. Im Jahr 2002 wurde er mit der Dissertation Commodus. An Emperor at the Crossroads promoviert.
In den Jahren 2001 bis 2004 war Hekster Lecturer in Ancient History am Wadham College Oxford und Fellow in Ancient History am Merton College Oxford. Er ist seit 2004 Ordentlicher Professor für Alte Geschichte an der Radboud-Universität Nijmegen.
Zu seinen Forschungsschwerpunkten zählen die Römische Kaiserzeit und römische Ideologie.
2019 wurde Hekster in die Academia Europaea gewählt, 2020 in die Königlich Niederländische Akademie der Wissenschaften.

## Schriften
- Emperors and Ancestors: Roman Rulers and the Constraints of Tradition (Oxford Studies in Ancient Culture and Representation). Oxford University Press, Oxford 2015, ISBN 978-0-19-873682-0.
- als Herausgeber mit C. Jansen: Constantijn de Grote. Traditie en verandering. Vantilt, Nijmegen 2012.
- als Herausgeber mit Ted Kaizer: Roman Frontiers. Proceedings of the Ninth Workshop of the International Network Impact of Empire (= Impact of Empire. Band 11). Brill, Leiden/Boston 2011.
- als Herausgeber mit S.T.A.M. Mols: Cultural Messages in the Graeco-Roman World. Acta of the BABESCH 80th Anniversary Workshop Radboud University Nijmegen, September 8th 2006 (= Supplement BABESCH. Band 15). Peeters, Leuven 2010.
- als Herausgeber mit Sebastian Schmidt-Hofner und Christian Witschel: Ritual Dynamics and Religious Change in the Roman Empire. Proceedings of the Eighth Workshop of the International Network Impact of Empire (= Impact of Empire. Band 9). Brill, Leiden/Boston 2009.
- Romeinse keizers. De macht van het imago. Bert Bakker, Amsterdam 2009.
- Rome and Its Empire, AD 193-284. Edinburgh University Press, Edinburgh 2008.
- mit E.M. Moormann: Ooggetuigen van het Romeinse Rijk. Bert Bakker, Amsterdam 2007.
- als Herausgeber mit G. de Kleijn-Eijkelestam, D. Slootjes: Crises and the Roman Empire. Proceedings of the seventh workshop of the international network impact of Empire (= Impact of empire. Band 7). Brill, Leiden 2007.
- als Herausgeber mit R. Fowler: Imaginary kings. Royal Images in the Ancient Near East, Greece and Rome (= Oriens et Occidens. Band 11). Franz Steiner, Stuttgart 2005, ISBN 3-515-08765-6.
- als Herausgeber mit Lukas de Blois, Paul P. M. Erdkamp, G. de Kleijn-Eijkelestam, S.T.A.M. Mols: The Representation and Perception of Roman Imperial Power. Proceedings of the Third Workshop of the International Network Impact of Empire (= Impact of empire. Band 1). Gieben, Amsterdam 2003.
- Commodus: An Emperor at the Crossroads. Gieben, Amsterdam 2002 (online).